# 淮揚道
淮揚道（わいよう-どう）は中華民国北京政府により設置された江蘇省の道。

## 沿革
1913年（民国2年）8月、清代の淮安府及び揚州管轄区域に設。5月23日に道尹が淮陰県に設置され、下部に淮陰、淮安、泗陽、漣水、阜寧、塩城、江都、儀徴、東台、興化、泰県、高郵、宝応の13県を管轄した。1927年（民国16年）に廃止されている。

## 行政区画
廃止直前の下部行政区画は下記の通り。（50音順）
- 塩城県
- 儀徴県
- 興化県
- 江都県
- 高郵県
- 泗陽県
- 泰県
- 東台県
- 阜寧県
- 宝応県
- 漣水県
- 淮安県
- 淮陰県